# Orthopelma occidentale
Orthopelma occidentale är en stekelart som beskrevs av William Harris Ashmead 1890. Orthopelma occidentale ingår i släktet Orthopelma och familjen brokparasitsteklar. Inga underarter finns listade i Catalogue of Life.